# ハビエル・マウス
ハビエル・マウス（クサフィエル・-、Xavier Mous、1995年8月4日 - ）は、オランダ・ハールレム出身の元サッカー選手。現役時代のポジションはGK。

## クラブ経歴
アヤックス・アムステルダムの下部組織出身。2015年1月16日、ヨング・アヤックス在籍時にテルスターとのリーグ戦でプロデビューを果たした。2015-16シーズン、FCオスにレンタルされた。
レンタル復帰後、アヤックスがマウスと契約延長しなかったため、フリーでオスに移籍し、2年契約を結んだ。
2019年6月24日、PECズヴォレと2年契約を交わした。
2021-22シーズンよりSCヘーレンフェーンに加入し正GKとなるが、ミスから失点したことで後半戦はアンドリース・ノペルトにポジションを譲った。